# Lemma di Borel-Cantelli
Il Lemma di Borel-Cantelli è un risultato di teoria della probabilità e teoria della misura fondamentale per la dimostrazione della legge forte dei grandi numeri.
Siano {\displaystyle (\Omega ,{\mathcal {E}},\mu )} uno spazio di misura e {\displaystyle \{S_{n}\}_{n\in \mathbb {N} }} una successione di sottoinsiemi misurabili di {\displaystyle \Omega }. Si ha:
{\displaystyle (1)\,\sum _{n=0}^{\infty }\mu (S_{n})<\infty \Rightarrow \mu \left(\limsup _{n\to \infty }S_{n}\right)=0}
Dove {\displaystyle \limsup } indica il limite superiore della successione {\displaystyle S_{n}}.
Dimostrazione
{\displaystyle \mu \left(\limsup _{n\to \infty }S_{n}\right)=\mu \left({\bigcap _{N=1}^{\infty }}{\bigcup _{n=N}^{\infty }}S_{n}\right)=\lim _{N\to \infty }\mu \left(\bigcup _{n>N}S_{n}\right)\leq }
per monotonia di {\displaystyle \mu }. Ora, per subadditività:
{\displaystyle \leq \lim _{N\to \infty }\sum _{n=N}^{\infty }\mu (S_{n})=0}
poiché questo è il limite del resto di una serie convergente, e dunque è infinitesimo.
In particolare, in uno spazio di misura di probabilità {\displaystyle (\Omega ,{\mathcal {A}},\operatorname {P} )}, assegnata una successione di eventi {\displaystyle \{E_{n}\}_{n\in \mathbb {N} }}, si ha:
{\displaystyle (1)\sum _{n=0}^{\infty }\operatorname {P} (E_{n})\in \mathbb {R} \Rightarrow \operatorname {P} \left(\limsup _{n\to \infty }E_{n}\right)=0}
Nel caso di spazi di probabilità vale inoltre la seguente proposizione (detta spesso "secondo lemma di Borel-Cantelli"):
{\displaystyle (2)\,\sum _{n=0}^{\infty }\operatorname {P} (E_{n})=\infty } e gli {\displaystyle E_{n}} sono indipendenti {\displaystyle \Rightarrow \operatorname {P} \left(\limsup _{n\to \infty }E_{n}\right)=1}.
Dimostrazione (dell'enunciato 2)
{\displaystyle \operatorname {P} \left(\limsup _{n\to \infty }E_{n}\right)=\lim _{n\to \infty }\operatorname {P} \left(\bigcup _{i\geq n}E_{i}\right);}
{\displaystyle \operatorname {P} \left(\bigcup _{i\geq n}E_{i}\right)=1-\operatorname {P} \left(\bigcap _{i\geq n}{\overline {E_{i}}}\right)=1-\lim _{k\to \infty }\operatorname {P} \left(\bigcap _{i=n}^{k}{\overline {E_{i}}}\right)=}
Ora per l'indipendenza:
{\displaystyle =1-\lim _{k\to \infty }\left(\prod _{i=n}^{k}\operatorname {P} ({\overline {E_{i}}})\right)=1-\lim _{k\to \infty }\left(\prod _{i=n}^{k}\left(1-\operatorname {P} (E_{i})\right)\right)\geq 1-\lim _{k\to \infty }\prod _{i=n}^{k}e^{-\operatorname {P} (E_{i})}=}
poiché {\displaystyle e^{-x}\geq 1-x}; poi:
{\displaystyle =1-\lim _{k\to \infty }e^{-\sum _{i=n}^{k}\operatorname {P} (E_{i})}=1}
(poiché la somma diverge e quindi l'esponenziale tende a 0). Dunque:
{\displaystyle \operatorname {P} \left(\limsup _{n\to \infty }E_{n}\right)\geq \lim _{n\to \infty }1=1\Rightarrow \operatorname {P} \left(\limsup _{n\to \infty }E_{n}\right)=1}
In altre parole se una successione di eventi ha probabilità sommabili, quasi sicuramente se ne verifica al più un numero finito. Se invece ha probabilità non sommabili e gli eventi sono indipendenti quasi sicuramente se ne verificano un numero infinito. In particolare in infinite prove indipendenti qualsiasi evento con probabilità positiva si verifica infinite volte (un'applicazione apparentemente paradossale dell'ultima affermazione è data dal cosiddetto paradosso di Borel). Questo lemma è la generalizzazione del teorema della scimmia instancabile, dove una scimmia riuscirebbe a comporre un qualunque testo prefissato premendo a caso i tasti di una tastiera per un tempo infinitamente lungo.